# Двузубы
Двузубы или хиломикты (лат. Chilomycterus) — род морских лучепёрых рыб из семейства двузубых отряда иглобрюхообразных.
Длина тела от 25 до 70 см.
Встречаются в Атлантическом океане, а пятнистоплавниковый хиломикт (Chilomycterus reticulatus) — ещё и в Тихом и Индийском океанах.

## Виды
В состав рода включают 5 видов:
- Chilomycterus antennatus
- Chilomycterus antillarum
- Chilomycterus reticulatus — Пятнистоплавниковый хиломикт, или пятнистый хиломикт
- Chilomycterus schoepfii — Американский хиломикт, или рыба-ёж
- Chilomycterus spinosus